# 白克明
白 克明（はく こくめい、1943年10月 - ）は、中華人民共和国の官僚・政治家。陝西省靖辺県出身。元全国人民代表大会教育科学文化衛生委員会主任委員、河北省人民代表大会常務委員会主任、中国共産党河北省委員会書記、海南省人民代表大会常務委員会主任、中国共産党海南省委員会書記、人民日報社社長。中国人民政治協商会議第9期全国委員会委員、第16期中央委員。

## 経歴
1943年10月、陝西省靖辺県で生まれる。父の白堅は中華人民共和国第一機械工業部の部長。1962年、ハルビン軍事工程学院に入学した。文化大革命初期の1968年より黒竜江省軍区で知識青年として労働に従事。1970年からハルビン船舶工程学院の二系で教鞭をとる。
1973年、白克明は陝西省国防工科学研究部、二機局の幹部を担当しています。1975年6月に中国共産党入党。1978年から1986年まで、白克明は教育部、国家教育委員会弁公庁の副部長、処長を務めた。1986年、国家教育委員会弁公庁副主任に昇格。1989年、国務院研究室教科文衛組長に就任。1993年、中国共産党中央宣伝部副部長、中国共産党中央機密委員会委員に就任。2003年3月、中国共産党中央弁公庁副主任、中国共産党中央宣伝思想工作領導小組成員、中国共産党中央機密保持委員会委員に就任。同年6月、人民日報社社長に兼任し、中国共産党中央機密保持委員会委員を退く。
2001年8月、党務に転じて海南省に赴任し、海南省党委員会書記に就任した。同年9月、海南省第2期人民代表大会第5回会議で、白克明が同省人大常委会主任に選出された。
2002年11月、河北省党委書記に転出。翌年1月には同省人代常務委員会主任を兼務する。
2007年8月、白克明が河北省党委書記の職務を解かれ、退任後に全国人民代表大会教育科学文化衛生委員会副主任委員（正部長級）に任命される。2008年3月、第11期全国人民代表大会第1回会議で、白克明は全国人民代表大会常務委員会委員兼全国人民代表大会教育科学文化衛生委員会主任委員に選出された。